# كريستيان بالاسيوس
كريستيان بالاسيوس (بالإسبانية: Cristian Palacios) (2 سبتمبر 1990 في الأوروغواي - ) هو لاعب كرة قدم أوروغواني في مركز الهجوم. شارك مع منتخب الأوروغواي تحت 20 سنة لكرة القدم. أما مع النوادي، فقد لعب مع أتليتيكو توكومان وبنيارول وريال أوفييدو وسنترال إسبانيول والتانك سيلي وجوفينتود ونادي أولميدو.

## وصلات خارجية
- كريستيان بالاسيوس على موقع إي إس بي إن إف سي (الإنجليزية)
- كريستيان بالاسيوس على موقع قاعدة بيانات كرة القدم.إي يو (الإنجليزية)
- كريستيان بالاسيوس على موقع Soccerway.com (الإنجليزية)
- كريستيان بالاسيوس على موقع عالم كرة القدم.نت (الإنجليزية)